# Stadio Oosterpark
Lo stadio Oosterpark è stato uno stadio di calcio situato a Groninga. È stato inaugurato il 30 settembre 1933 e ristrutturato più volte; fu demolito nel 2007. È stato utilizzato per gli incontri dell'Groningen.

## Incontri calcistici di rilievo

### Tornei internazionali
| Data             | Incontro            | Risultato | Competizione                              | Paganti |
| ---------------- | ------------------- | --------- | ----------------------------------------- | ------- |
| 22 febbraio 1981 | Paesi Bassi-Cipro   | 3-0       | Qualificazioni al Mondiale 1982, gruppo 2 | 17 500  |
| 7 settembre 1983 | Paesi Bassi-Islanda | 3-0       | Qualificazioni al Europeo 1984, gruppo 7  | 5 617   |

### Tornei europei di club
| Data           | Incontro           | Risultato | Competizione                               | Paganti |
| -------------- | ------------------ | --------- | ------------------------------------------ | ------- |
| 30 maggio 1984 | Groningen-Servette | 2-0       | Coppa UEFA 1988-1989, sedicesimi di finale | 19 500  |